# 勒杜卡努·尼古拉
勒杜卡努·尼古拉（羅馬尼亞語：Răducanu Necula，1946年5月10日—），罗马尼亚男子足球运动员，司职守门员。他曾代表罗马尼亚国家队参加1970年国际足联世界杯，结果队伍止步小组赛阶段。